# Новосибирский юношеский симфонический оркестр
Новосибирский юношеский симфонический оркестр (НЮСО) — Новосибирский юношеский симфонический оркестр фонда «Юные дарования Сибири». Юношеский симфонический оркестр — лауреат премии «Дети и город» мэрии Новосибирска, а его руководитель Владислав Янковский удостоен звания кавалера ордена «За заслуги перед Отечеством» II степени. Коллектив занял своё место среди профессиональных музыкальных коллективов Новосибирска. Опыт оркестрового исполнительства обрели свыше 200 юных музыкантов, обучающихся в различных учебных заведениях города, более 250 участников Юношеского симфонического оркестра разных лет пополнили ныне ведущие музыкальные коллективы Новосибирска, Москвы, Санкт-Петербурга, ряда зарубежных стран.

## История
Новосибирский юношеский симфонический оркестр был создан и начал свою деятельность в августе 1996 г. В настоящее время оркестр объединяет около 80 юных музыкантов в возрасте от 12 до 20 лет. Основу оркестра составляют учащиеся НСМШ (колледжа). Создание оркестра было обусловлено значительным творческим потенциалом музыкальных учебных заведений Новосибирска, осуществляющих подготовку юных музыкантов по различным специальностям, а также наличием в городе музыкантов профессионалов высокого класса, способных возглавить коллектив и определить перспективу его развития.
Среди участников оркестра немало лауреатов и дипломантов различных исполнительских конкурсов — международных, всероссийских, региональных. До 2016 года коллектив молодых музыкантов возглавлял художественный руководитель, музыкант и педагог, концертмейстер группы кларнетов Академического симфонического оркестра Новосибирской филармонии, заслуженный артист России Владислав Янковский. После его смерти в 2016 году оркестру было присвоено его имя, а художественным руководителем стал Эльдар Нагиев.

## Состав и достижения
В оркестре играют более 80 юных музыкантов, многие из которых являются лауреатами и дипломантами международных, всероссийских и региональных конкурсов. За время существования коллектива более 250 его участников продолжили профессиональную карьеру в ведущих музыкальных коллективах России и зарубежных стран.

## Сотрудничество
Наряду с художественным руководителем и главным дирижером, заслуженным артистом России В. Янковским с юношеским симфоническим оркестром работали народный артист СССР, лауреат Государственной премии России, профессор Арнольд Кац, заслуженный артист России, художественный руководитель вокального ансамбля П. Шаромов, заслуженный работник культуры России Э. Левин, профессор Марсельской консерватории Л. Канавезье (Франция), дирижер Юношеского симфонического оркестра Федеральной земли Саар Г. Боймер (Германия), профессор Ли Чжэ Чжун (Республика Корея), народный артист России, лауреат Государственной премии, профессор Ф. Мансуров. Огромное значение для оркестра имеет профессиональная помощь музыкантов Академического симфонического оркестра Новосибирской филармонии.
В качестве солистов с Новосибирским юношеским симфоническим оркестром выступали: Народный артист СССР, лауреат Государственной премии России, профессор Н. Петров (фортепиано), концертмейстер Гамбургского государственного симфонического оркестра, профессор Высшей школы музыки г. Гамбурга (Германия) А. Бараховский (скрипка), лауреат международных конкурсов, солист Государственного камерного оркестра «Виртуозы Москвы», профессор Московской государственной консерватории им. П. И. Чайковского А. Уткин (гобой) и другие. Состоялись совместные выступления Юношеского симфонического оркестра с ведущими коллективами Новосибирска — вокальным Ансамблем Павла Шаромова, хоровым ансамблем «Маркелловы голоса» (дирижер - Игорь Тюваев), камерным хором филармонии (худ. руководитель — народный артист России Игорь Юдин), учащимися и студентами Новосибирского государственного хореографического колледжа.

## Репертуар
Репертуар оркестра включает следующие сочинения:
- Симфонии В. Моцарт Симфония №8[англ.]* и «Реквием», Л. Бетховен Симфония №1[англ.], Ф. Шуберт Симфония № 8 «Неоконченная», Д. Шостакович Симфония № 9,
- Концерт для фортепиано с оркестром  Э. Григ
- Концерты для скрипки и фортепиано с оркестром П. Чайковского
- Увертюра-фантазия «Ромео и Джульетта», увертюры Дж. Россини
- Произведения А. Вивальди, Т. Альбинони, Ж. Бизе, К. Сен-санса, Р. Вагнера, М. Глинки.

За время существования оркестром было подготовлено и исполнено множество программ, включающих сочинения Й. Гайдна, Ф. Мендельсона, М. Мусоргского, В. Калинникова, Г. Свиридова, А. Хачатуряна и других композиторов.

## Выступления
Концерты оркестра с неизменным успехом проходят в ведущих концертных залах Новосибирска — Большом и Камерном залах филармонии, Доме ученых СО РАН, Большом и Концертном залах НГАТОБ, Большом зале НГК (академии) им. М. И. Глинки, и ведущих концертных залах городов Сибири — Томска, Омска, Бердска, Кемерово. Новосибирский юношеский симфонический оркестр — постоянный участник проходящих в Новосибирске Международных Рождественских фестивалей искусств, абонементных концертов Новосибирской филармонии. Оркестр выступал в гала-концерте всероссийского празднования в Новосибирске Дней славянской письменности и культуры, Транссибирском арт-фестивале, в совместных концертах с Российско-Американским молодежным симфоническим оркестром и молодежным симфоническим оркестром Федеральной земли Саар (Германия). Он — обладатель Гран-при Международного фестиваля молодых исполнителей на духовых инструментах, лауреат первых премий VI Международного конкурса молодых музыкантов-исполнителей «Музыкальный Владивосток-2010» и V Открытого Всероссийского конкурса исполнителей имени А. Алябьева. Выступления оркестра записывались и транслировались по телевидению. Выпущено несколько DVD и компакт-дисков с записями произведений в исполнении Новосибирского юношеского симфонического оркестра.